# Mountain View, Missouri
Mountain View är en ort i Howell County, Missouri, USA.